# Buk v Libavském Údolí
Buk v Libavském Údolí je 3 m vysoké torzo památného stromu buku lesního (Fagus sylvatica), které se nachází na východním okraji obce Libavské Údolí ve svahu nad levým břehem Velké Libavy v okrese Sokolov v Karlovarském kraji. Za památný byl vyhlášen v roce 1984. Strom byl v roce 2007 poškozen orkánem Kyrill, následně byla odstraněna zničená koruna. Torzo kmene má měřený obvod 393 cm, původní výška stromu byla 23 m (měření 1. ledna 2007). Torzo stromu bylo ponecháno a chráněno až do 12. října 2023, kdy byla ochrana zrušena.

## Stromy v okolí
- Zámecký dub v Chlumku
- Dub u hráze
- Bambasův dub